# Dóra Maurer
Dóra Maurer (* 11. Juni 1937 in Budapest) ist eine ungarische bildende Künstlerin, Filmemacherin, Ausstellungsorganisatorin und Vertreterin der ungarischen Neoavantgarde. Sie ist Mitglied der Széchenyi Akademie für Literatur und Kunst (1995), korrespondierendes Mitglied der Sächsischen Akademie der Künste (2001) und Gründungsmitglied der Open Structures Art Society (OSAS, 2006).

## Biographie
Dóra Maurer studierte von 1956 bis 1961 an der Ungarischen Akademie der Bildenden Künste in Budapest. 1967 erhielt sie ein Arbeitsstipendium in Wien und lebte dann 30 Jahre abwechselnd in Wien und Budapest.
Von 1975 bis 1977 leitete sie mit Miklós Erdély einen „Kreativität–Visualität“-Kurs im Kulturhaus Ganz Mávag in Budapest. Zwischen 1987 und 1991 war Maurer Gastprofessorin an der Ungarischen Akademie für Angewandte Kunst. Von 1990 bis 2007 war sie Dozentin an der Ungarischen Akademie der Bildenden Künste, ab 2003 bis 2007 Professorin daselbst.
Ihr Schaffen wurde durch ungarische und internationale Stipendien unterstützt, darunter das Széchenyi Professoren-Stipendium (1999–2002). 2003 erhielt sie den ungarischen Staatspreis Kossuth, 2013 den Preis Peter C. Ruppert für Konkrete Kunst in Europa.

## Künstlerisches Werk
Dora Maurer verwendet in ihrer Kunst mehrere Medien und Materialien: Druckgrafik, Malerei, Fotografie, Experimentalfilm. Zentrale Begriffe sind darin Bewegung, Veränderung und Dokumentation bzw. Spur(hinterlassen), Zusammenhänge von Raum und Zeit, Systematisierung, Regel und die Abweichung davon.
Anfang der 1960er Jahre begann ihre künstlerische Laufbahn mit Radierzyklen organischer Formen, wandte sich Ende des Jahrzehnts der Konzeptkunst und der Serialität zu, verschob Mengen von verschiedenen Materialien in geometrischen Strukturen, schuf Fotoreihen und experimentelle Filme, die sich mit der Wahrnehmung von Veränderung beschäftigen, betrachtete auch die Druckgrafik als Aktion und Spurendokumentation. Ihre Werke entbehren nicht einer gewissen Ironie und des Humors. Sie entwickelte Anfang der 70er Jahre in ihrer Malerei das bis heute gültige System Displacements, und die darauf basierende Reihe der Quasi Bilder, herausgeschnittene Teile der Reihenbilder als geformte Bildkörper.
1982 bemalte sie in Schloss Buchberg (Niederösterreich) einen alten Turmraum total, Raum quasi Bild, das zu einem Schlüsselwerk wurde: Ab dieser Zeit enthalten ihre bis dahin orthogonale Bildformen räumliche Bezüge und auch ihre Farbgebung wird dementsprechend sensibilisiert. Die Regel erreichte im Laufe der 90er Jahre mit der Serie Quod libet eine neue Station, um die Jahrtausendwende entstanden des Weiteren die Overlappings-Bilder: Die rechteckigen Formen erscheinen auf einer Kugeloberfläche und haben einen schwebenden Charakter. 

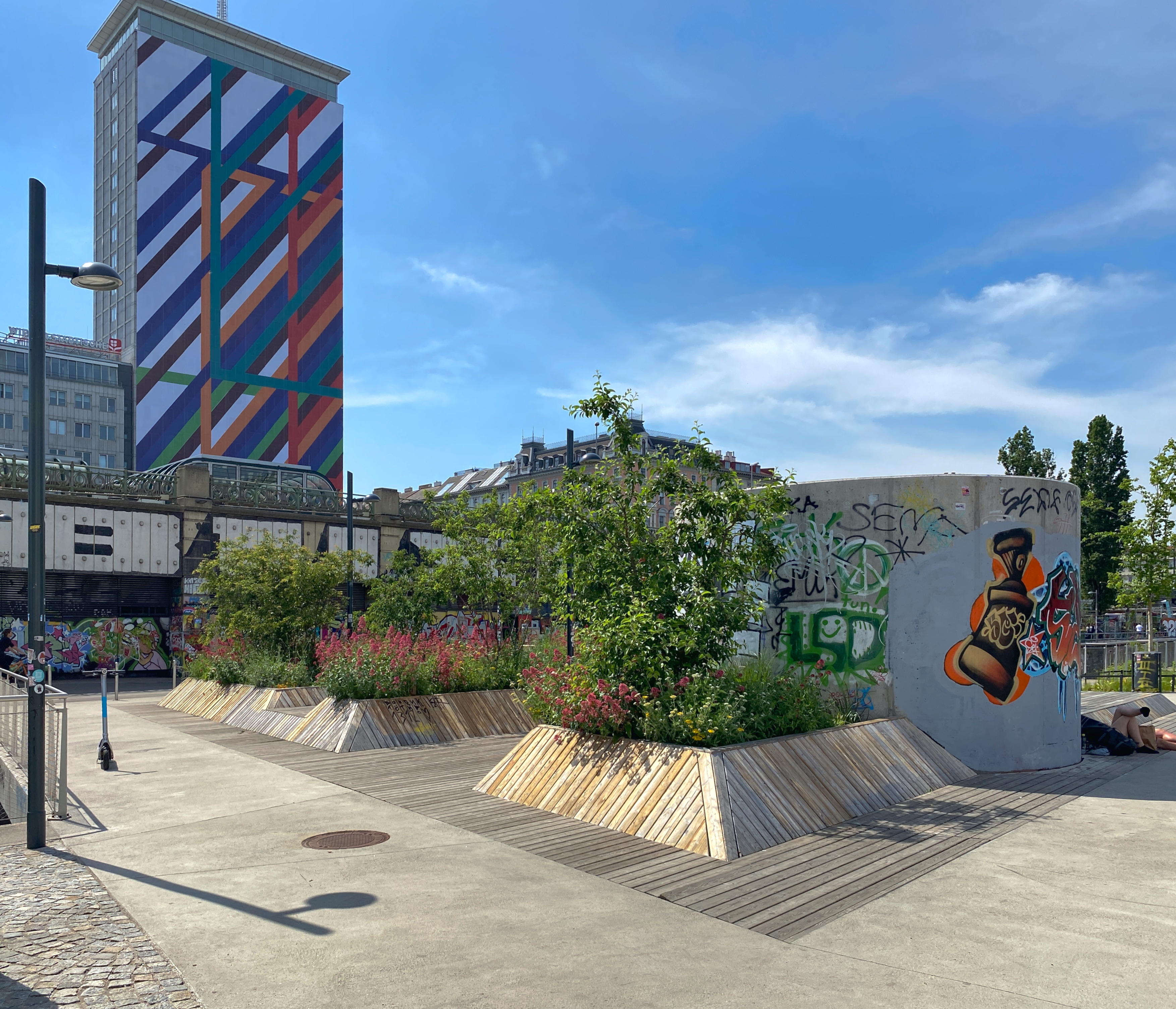
Ringturm-Verhüllung 2022

2022 war ihr Werk Miteinander das Motiv für die Verhüllung des Ringturms in Wien. Dafür wurde das 4.000 Quadratmeter große Kunstwerk auf insgesamt 30 Netzbahnen gedruckt – mit rund drei Metern Breite und bis zu 63 Metern Länge.
Des Weiteren ist sie kunstpädagogisch und ausstellungsorganisatorisch tätig.

## Einzelausstellungen
- 1975: Verschiebungen, Neue Galerie am Landesmuseum Joanneum, Graz (AT)
- 1984: Munkák / Works, Museum Ernst, Budapest / Museum moderner Kunst, Wien (AT)
- 1997: Quasi-Bilder und Bilder 1990–1997, Ludwig Múzeum, Budapest (H)
- 1998: Arbeiten 1975–1997, Quadrat, Josef Albers Museum, Bottrop (D)
- 2001: Parallel Oeuvres, Maurer–Gáyor, Museum of Art, Győr (H)
- 2008: Concise Oeuvre, Museum Ludwig, Budapest (H)
- 2010: Schwerelos, Museum der Wahrnehmung, Graz (A)
- Deploiement, Espace Topographie de l’Art, Paris (F)
- 2011: 12. Internat. Biennale, Istanbul (TR)
- 2013: Nebeneinander, übereinander, nacheinander, Galerie Hoffmann Friedberg/Ossenheim (D)
- 2014: Schnappschuß Dóra Maurer, Museum Ritter, Sammlung Hoppe-Ritter, Waldenbuch (D)
- 2019: Tate Modern, London (GB)

## Filme (Auswahl)
- Learned Perfunctory Movements, Variations 1-4 (1973)
- Relative Swingings (1973/1975)
- Timing (1973/1980)
- Proportions (video, 1979)
- Triolets for Three Objectives and Vocal Voice (1980)
- Kalah (1980)
- Seven Trials (1982)
- Space Painting, Project Buchberg (1982/1983)
- Inter Images 1. Retardation, 2. Streams of Balance, 3. Antizoetrope  (1989)
- Connections 1-6 (1992)

## Werke in öffentlichen Sammlungen (Auswahl)
- Ungarische Nationalgalerie, Budapest
- Museum der Schönen Künste, Budapest
- Ludwig Múzeum – Museum Zeitgenössischer Kunst, Budapest
- Janus Pannonius Múzeum, Pécs (H)
- Collection Vass, Veszprém (H)
- Grafische Sammlungen, Albertina, Wien
- Museum Moderner Kunst Stiftung Ludwig Wien MUMOK, Wien
- Neue Galerie am Landesmuseum Joanneum, Graz (A)
- Museum Liaunig, Neuhaus/Suha (A)
- Neue Nationalgalerie, Berlin
- Museum für Konkrete Kunst, Ingolstadt
- Museum Neuer Kunst Nürnberg
- Museum im Kulturspeicher, Sammlung Peter C. Ruppert, Würzburg
- Sammlung Marli Hoppe-Ritter, Museum Ritter, Waldenbuch
- Tate Gallery, London
- Museum of Modern Art, New York
- The Art Institute of Chicago
- Muzeum Sztuki, Lodz
- National Gallery, MOCAK, Kraków
- Muzeum Sztuki, Wrocław
- Sammlung Grauwinkel,[2] Berlin